# Takorabt

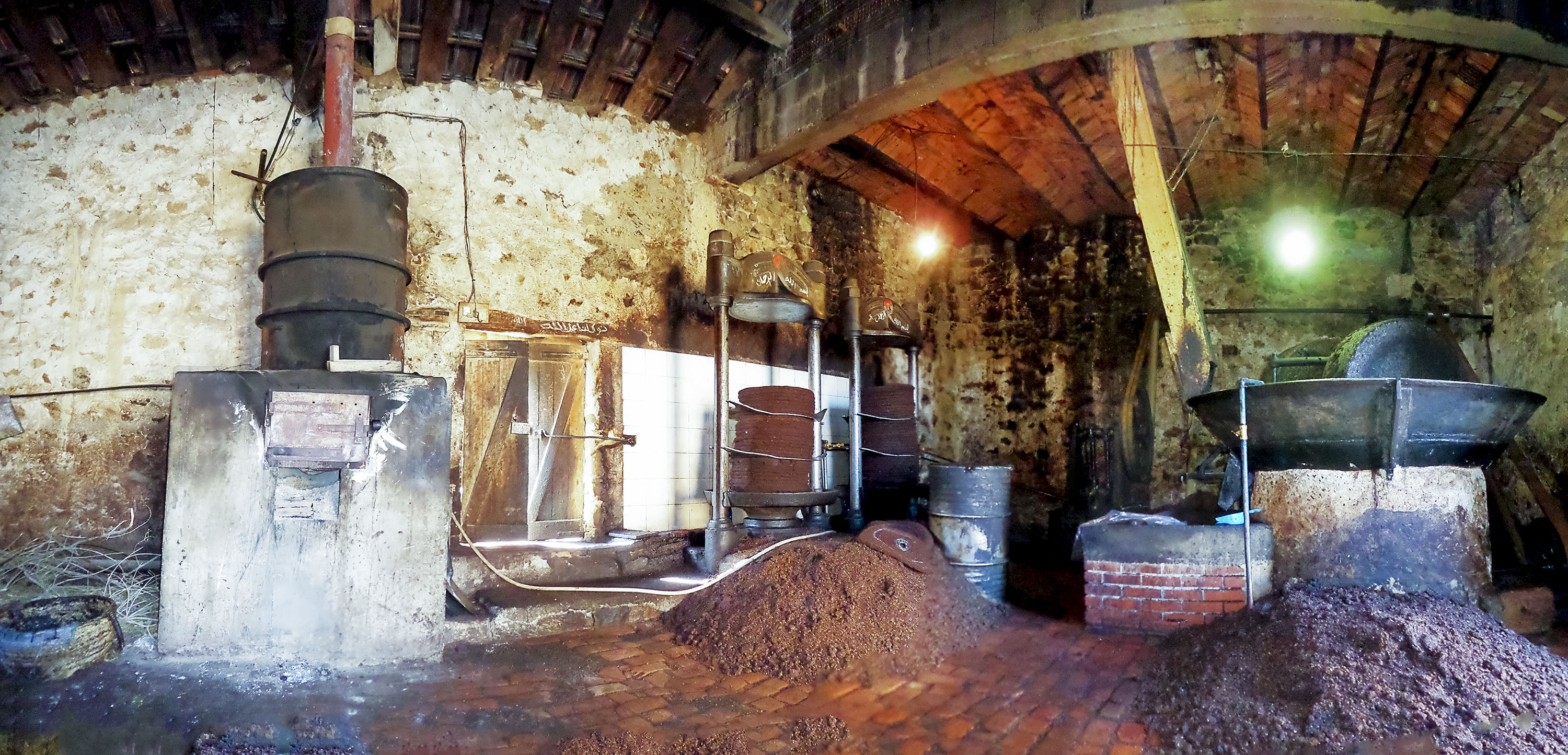
Molino de aceite tradicional en Takorabt

Takorabt es una aldea de la comuna de Ighil Ali, situada en Argelia en la región de Cabilia.